# Scharnhorst (Schiff, 1944)
Die Fregatte Scharnhorst (F 213) der Bundesmarine war ein Schulschiff, benannt nach dem preußischen General und Generalstabschef Gerhard von Scharnhorst (1755–1813). Das Schiff lief 1943 als Mermaid für die Royal Navy vom Stapel und war noch ein Jahr im Zweiten Weltkrieg im Einsatz; für die Kriegseinsätze wurde das Schiff mit der Battle Honour Arctic 1944 ausgezeichnet. 1959 bis 1968 diente die Scharnhorst als Artillerieschulschiff der Bundesmarine. Im Herbst 1989 wurde sie zum Abbruch nach Zeebrugge verkauft.

## Geschichte des Schiffes

### Dienst bei der Royal Navy
In Diensten der Royal Navy fuhr sie als Sloop Mermaid. Sie hatte am 17. August 1944 ihren Dienst bei der britischen Home Fleet aufgenommen und war bei der Sicherung von Nordmeergeleitzügen im Einsatz. Am 24. August 1944 versenkte sie bei der Verteidigung des Konvois JW 59 nach Murmansk zusammen mit dem Zerstörer Keppel, der Sloop Peacock und der Fregatte Loch Dunvegan das deutsche U-Boot U 354. Beim Gegengeleit RA 59A gelang am 2. September die Vernichtung des zuerst von einer Swordfish der Vindex angegriffenen U-Boots U 394 wieder mit Keppel und Peacock sowie der Whitehall.
Ein 1945 vorgesehener Einsatz bei der britischen Flotte im Pazifik endete schon beim Ausmarsch in Aden durch das Kriegsende auch gegen Japan. Bis 1954 blieb das Schiff bei der britischen Mittelmeerflotte im Einsatz. Bis zum Verkauf an die Bundesmarine befand sich das Schiff in der Reserve in Portsmouth. Vor ihrer Abgabe wurde die Mermaid bei Vickers-Armstrong in Newcastle überholt.

### Dienst als Artillerieschulschiff der Bundesmarine
Deutschland übernahm die Scharnhorst im Rahmen der Wiederbewaffnung der Bundesrepublik Deutschland vom Vereinigten Königreich mit sechs anderen Fregatten verschiedener Klassen. Sie war eine von drei Fregatten der modifizierten Black-Swan-Klasse. Die Schulfregatten wurden der Einfachheit halber unter dem Oberbegriff Schulfregatten Klasse 138 zusammengefasst, obwohl sie keinesfalls alle baugleich waren. Die Scharnhorst wurde 1959 für die Marineartillerieschule in Dienst gestellt. In ihrer Dienstzeit unternahm sie einige Ausbildungsreisen in europäischen Gewässern.
Von Juni 1961 bis Juli 1962 wurde die Scharnhorst bei H.C. Stülcken Sohn umgebaut und erhielt die für die Neubauten der Bundesmarine vorgesehenen Artilleriewaffen mit zwei vollautomatischen französischen 10-cm-Kanonen, einem 40-mm-Bofors-L/70-Zwillingsgeschütz und zwei Einzelgeschützen dieses Typs.
Im Vergleich zu den anderen Schulfregatten verblieb sie vergleichsweise lang im aktiven Dienst bis zum 15. März 1968. Nach ihrem Ausscheiden aus dem aktiven Dienst verblieb sie noch bis 1974 bei der Reserveflottille. Nach ihrer endgültigen Aussonderung diente sie als Übungshulk der Schiffssicherungslehrgruppe in Neustadt. Dort wurden Besatzungen der seegehenden Einheiten der Marine in der Brandbekämpfung und der Leckabwehr geschult. Im November 1989 wurde sie dort durch die ehemalige Fregatte Köln abgelöst. Die Scharnhorst wurde in Zeebrügge verschrottet.

## Andere Kriegsschiffe mit dem NamenScharnhorst
Nach Gerhard von Scharnhorst wurden einige weitere deutsche Kriegsschiffe benannt:
- Scharnhorst, ein Großer Kreuzer der Kaiserlichen Marine von 1907
- Scharnhorst, ein Schlachtschiff der Kriegsmarine von 1939

## Galerie

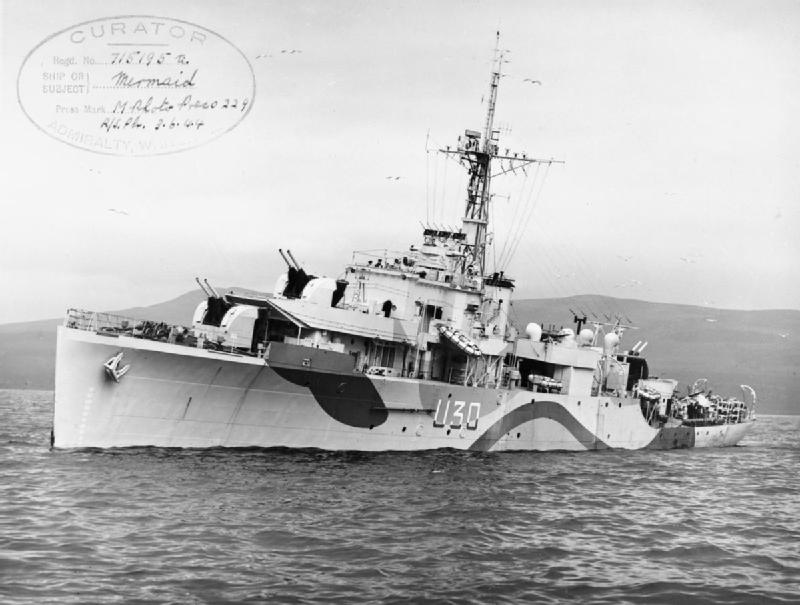
HMS Mermaid
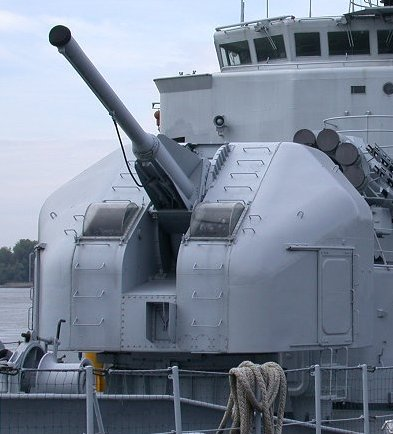
Französisches 10-cm-Mehrzweck-Geschütz
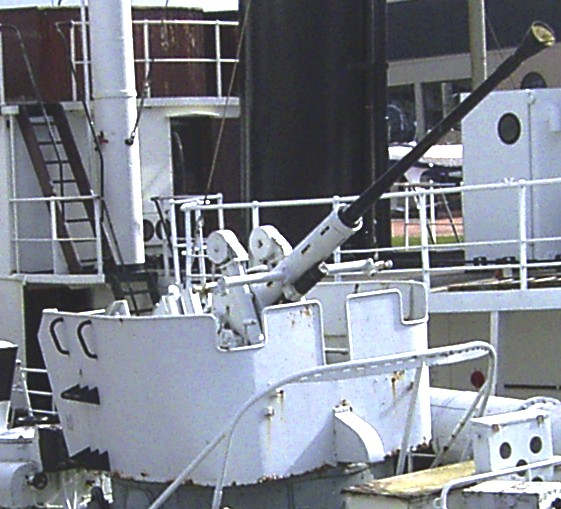
Bofors-L/70-Einzellafette